# Dohrniphora pyricornis
Dohrniphora pyricornis är en tvåvingeart som beskrevs av Charles Thomas Brues 1944. Dohrniphora pyricornis ingår i släktet Dohrniphora och familjen puckelflugor.
Artens utbredningsområde är Peru. Inga underarter finns listade i Catalogue of Life.